# Liparetrus tristis
Liparetrus tristis är en skalbaggsart som beskrevs av Blanchard 1850. Liparetrus tristis ingår i släktet Liparetrus och familjen Melolonthidae. Inga underarter finns listade i Catalogue of Life.